# 고영복
고영복(高永復, 1928년 ~ 2011년 2월 24일)은 대한민국 사회학자다.
1928년 경남 함양에서 태어나 1954년 서울대학교 사회학과 졸업하고 1961년 이화여대, 1966년부터 1993년 정년퇴임 시까지 서울대학교에서 교수로 재직하면서 한국사회학회장, 한국문화정책개발원장 등을 지내며 사회학계 권위자로 인정받았다.  1981년 ~ 1982년 현대사회연구소 소장과 1994년 한국문화정책개발원(차관급) 초대원장을 지냈다. 하지만 이화여대 강사로 재직하던 1961년부터 퇴임 이후인 1996년까지 북한 공작원과 수차례 접촉하고 은신처를 제공한 혐의로 1997년 구속기소되면서 파장이 일었다.

## 고영복 고정 간첩 사건
1961년부터 1996년까지 수차례 공작원을 접촉하고 은신처를 제공한 혐의로 1997년 11월 간첩방조, 기밀누설, 회합통신으로 구속기소되어 서울지방법원에서 기밀누설을 무죄로 하여 징역7년이 선고되었으나 항소하여 서울고등법원에서 간첩방조가 무죄가 되어 징역2년으로 감형되었고 이는 대법원에서 확정되어 국가보안법 회합,통신죄만이 인정되어 교도소에서 1년 3개월 복역하다가 1999년 2월 형집행 정지로 석방되었다.
이후 자신이 설립한 사회문화연구소에서 연구와 집필 활동에 전념하다가, 2010년 9월 담도암 판정을 받아 투병 중 2011년 2월 24일 사망했다.